# Новомещерово
Новомеще́рово (баш. Яңы Мишәр) — деревня в Мечетлинском районе Башкортостана. Административный центр Новомещеровского сельсовета.

## География
Деревня находится на правом берегу реки Ай.

### Географическое положение
Расстояние до:
- районного центра (Большеустьикинское): 35 км,
- ближайшей ж/д станции (Сулея): 91 км,

## Население
| 1939 | 1959 | 1970 | 1979 | 1989 | 2002 | 2009 |
| ---- | ---- | ---- | ---- | ---- | ---- | ---- |
| 302  | ↗326 | ↗599 | ↘570 | ↘519 | ↘481 | ↗491 |
| 2010 |      |      |      |      |      |      |
| ↗526 |      |      |      |      |      |      |

### Национальный состав
Согласно переписи 2002 года, преобладающая национальность — башкиры (99 %).

## Известные уроженцы
- Латыпов, Куддус Канифович (1923—2016) — советский военный лётчик, полковник, Герой Советского Союза[8][9].